# Ribolla (Toskana)
Ribolla ist ein Ortsteil (Fraktion, italienisch frazione) von Roccastrada in der Provinz Grosseto, Region Toskana in Italien.

## Geografie
Der Ort liegt 11,5 km südwestlich des Hauptortes Roccastrada und 24 km nördlich der Provinzhauptstadt Grosseto in den Colline Metallifere der Maremma. Der Ort liegt bei 57 m s.l.m. und hatte 2001 ca. 2100 Einwohner. Er ist damit der bevölkerungsreichste Ortsteil (nach Roccastrada, ca. 2300 Einwohner) der Gemeinde. Im Ortsgebiet fließt der Torrente Ribolla, der westlich von Ribolla in den Torrente Follonica mündet. In unmittelbarer Nähe fließt der Fluss Bruna, der hier die Grenze zu Gavorrano darstellt und in den der Follonica einfließt. Direkt nördlich grenzt Montemassi an den Ort, östlich Sticciano, südlich Giuncarico (Ortsteil von Gavorrano) und westlich Gavorrano.

## Geschichte

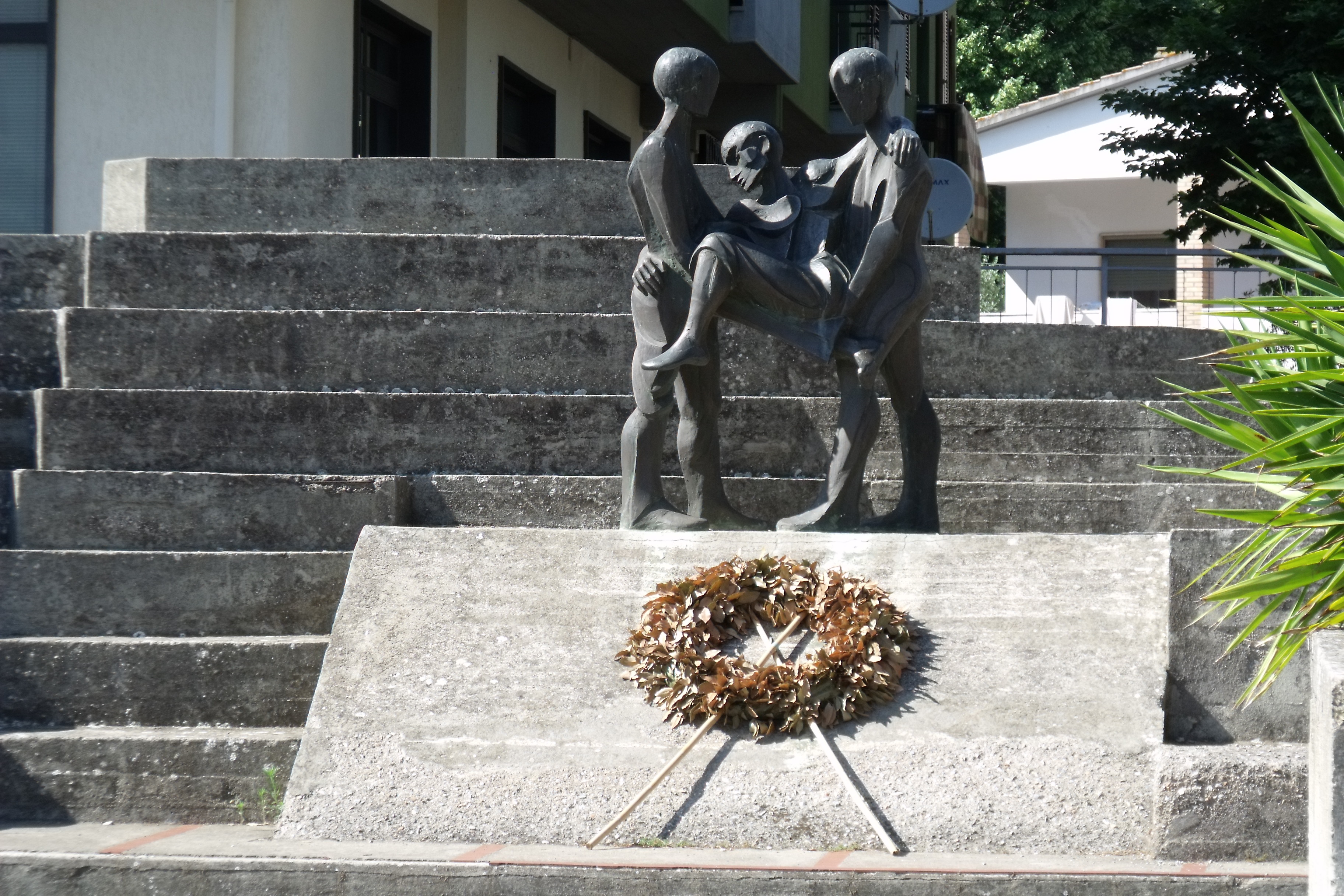
Bergarbeiterdenkmal Monumento ai Minatori im Ortskern von Ribolla

Erste Braunkohlefunde im Ortsgebiet stammen aus dem Jahr 1835, sie wurden entlang des Baches Raspollino entdeckt. Der Ort wurde zu dem Zeitpunkt noch Miniera di Tatti (heute Ortsteil der Gemeinde Massa Marittima) oder Miniera di Montemassi bzw. Montemassi e Casteani genannt und wurde von sieben Personen bewohnt. 1847 gingen die Grabungsrechte an die Gesellschaft Società di Montemassi e Ribolla-Follonica, die kurz darauf den ersten Schacht, Pozzo Toscano genannt, anlegte. Dieser ist mit seinen 463 Metern noch heute der Tiefste. Von 1848 bis 1858 wurden die Arbeiten aufgrund von Geldmangel nicht weitergeführt, dann übernahm Luigi Ferrari Corbelli die Minen, der die Schächte Casa Papi und Pozzo Ribolla ausbaute. 1866 konnte nur an ca. 200 Tagen im Jahr gearbeitet werden, da die Sommermonate aufgrund der Malariagefahr nicht genutzt werden konnten. Die ersten Gebäude, die den heutigen Ort begründeten, entstanden 1873, und waren Lagerhäuser sowie Baracken für die Arbeiter. Weiteren Aufschwung erhielt der Ort, als 1892 die Gesellschaft Società Anonima Stabilimento Metallurgico di Piombino die Minen übernahm und eine private Eisenbahn nach Giuncarico (heute Ortsteil von Gavorrano) errichtet wurde. Zu dieser Zeit arbeiteten ca. 1000 Personen vor Ort. 1894 wurde der Pozzo Cortese eröffnet und damit die Produktion fast verzehnfacht (von ca. 2900 Tonnen im Jahr 1891 auf ca. 29.000 Tonnen im Jahr 1894). 1898 kaufte die Società Anonima delle Ferriere Italiane die Minen, die Modernisierungsmaßnahmen durchführte, aber auch die Arbeitsbedingungen verschlechterte, was zu dem ersten größeren Streik (400 Teilnehmer) in den Minen von Ribolla vom 2. bis zum 12. Juni 1900 führte. Zur Beendigung des Streiks sicherten die Arbeitgeber den Arbeitern erstmals einen 8-Stunden-Tag zu. Da die Vereinbarungen nicht eingehalten wurden, kam es aber bereits am 30. Juni zu weiteren Streiks, die bis zum 16. Juli andauerten. Fünf Jahre später wurde die Société Générale des Lignites en Italie Teilhaber. Diese war unter anderem durch Firma Montecatini (später Montedison, heute Edison) gegründet worden, die die Minen 1920 übernahm. Weitere Arbeitskämpfe fanden vom 27. Mai 1907 an statt, als die 311 Arbeiter für 10 Tage in den Ausstand traten und weite Teile ihrer Forderungen durchsetzen konnten. Durch das benötigte Kriegsmaterial für den Ersten Weltkrieg erhöhten sich die Preise für Braunkohle, worauf die Arbeiter weitere Zugeständnisse und Gehaltserhöhungen nach der durchlittenen Kohlepreiskrise 1911 verlangten, was ihnen aber vom Direktor verwehrt wurde. Daraufhin begann am 6. Oktober 1914 ein Generalstreik, der für 35 Tage anhielt und erst am 8. November bei den Schlichtungsgesprächen in Roccatederighi mit Streikende zum 12. November beendet wurde.

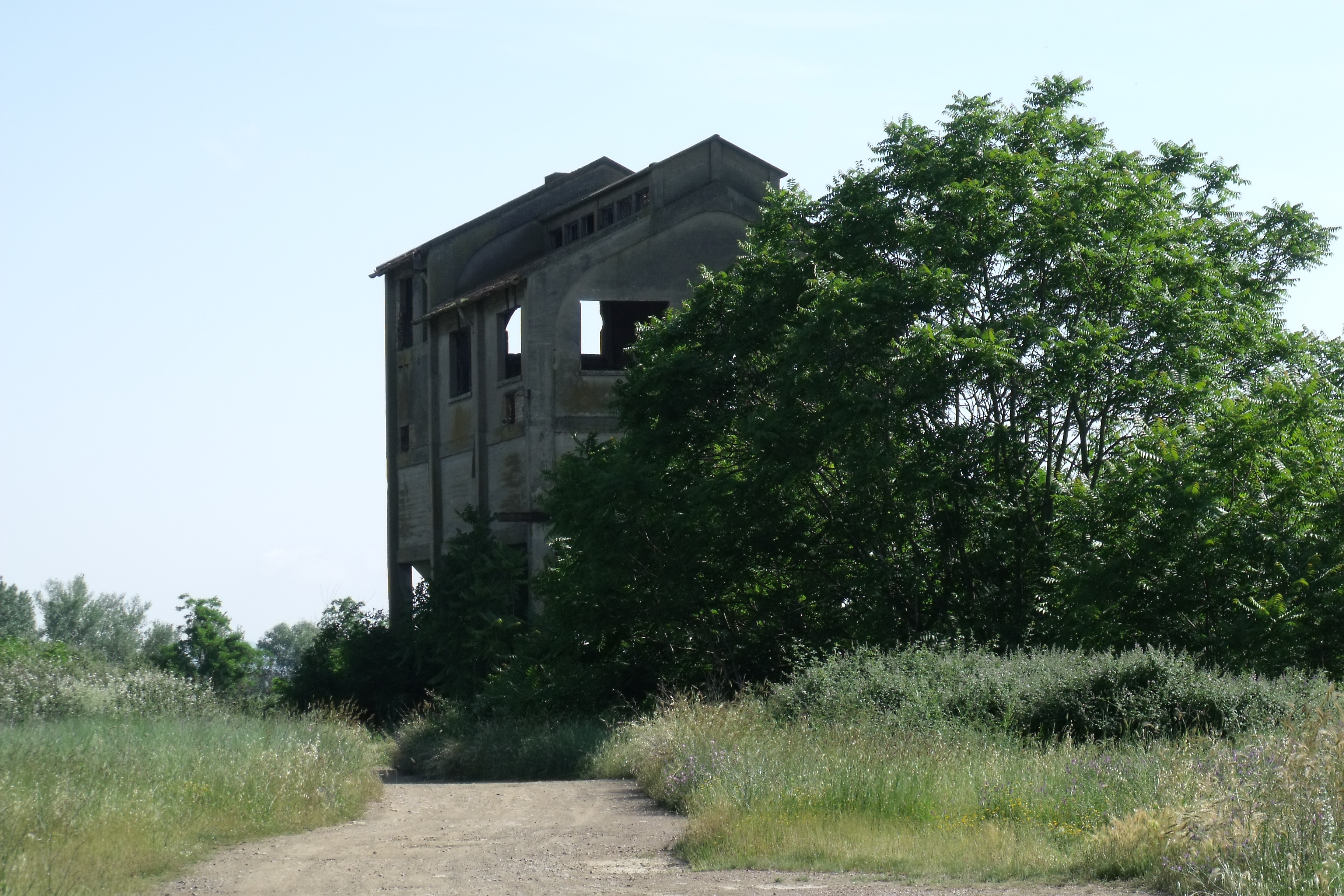
Die neue Cernita (Verladebahnhof) von Ribolla aus den 1950er Jahren

Durch den Ersten Weltkrieg steigerte sich die Produktion erheblich und weitere Arbeiter zogen dem Ort zu. 1931 wurde der Ribolla Ortsteil von Roccastrada, zu diesem Zeitpunkt lebten 681 Einwohner im Ort. Das Kino und die Bibliothek entstanden 1936. Der Höhepunkt an Beschäftigungszahlen wurde 1947 mit über 3700 Arbeitern erreicht, doch bereits 1951 arbeiteten nur noch 2000 Personen in den Minen. Im selben Jahr wurde der letzte Schacht (Pozzo 10) mit einer Tiefe von 333 Metern errichtet. Die Massenentlassungen führten zu weiteren Arbeitskämpfen, darunter auch der sogenannte Fünfmonatskampf (Lotta dei cinque mesi) von Februar bis Juni 1950, bevor es am 12. Mai 1952 zu einer Einigung mit den drei Gewerkschaften CGIL, CISL und UIL kam. Trotzdem fiel die Zahl der Arbeiter weiter bis auf ca. 1200 Personen im Jahr 1953. In diese Zeit fällt auch die sogenannte offensiva padronale der Direktoren Padroni und Ricciardi, die mit deren Dienstantritt in Ribolla Ende 1951 begann. Die Offensiva zeichnete sich durch Repressalien aus, die Personen aus dem linken Umfeld, wie die Mitglieder von CGIL oder PCI, aus den Minen ausschließen sollten, während CISL- und UIL-Mitglieder keine Entlassungen zu fürchten hatten. Die Maßnahmen der Montecatini waren dabei teilweise massive Verstöße gegen das italienische Arbeitsrecht, wie zum Beispiel Versammlungsverbote. Erhebliche Differenzen zwischen den Gewerkschaften gab es zudem in der Frage des Akkordlohns. Die CGIL setzte sich in den Arbeitskämpfen für einen gemeinschaftlichen Akkordlohn ein (cottimo colletivo), während die beiden anderen Gewerkschaften sich der Meinung der Besitzergesellschaft anschlossen und diesen ablehnten, wobei sich letztendlich die personenstärkste Gewerkschaftsgruppe CGIL nicht durchsetzen konnte. Im April 1953 besetzten 45 Arbeiter die Grube Camorra aus Protest gegen die Entlassungen und die seit kurzem abgesetzte Methode der Wiederauffüllung (Ripiena), bei der nun die Schächte leer gelassen wurden und so Gelegenheiten zur Gasansammlung entstanden, was wiederum zu erhöhter Brand- und Explosionsgefahr führte (Zwei Tote 1953). Die Teilnehmer an der Besetzung wurden verhaftet und in Handschellen abgeführt. Am 7. August 1953 wurden die Lüftungssysteme von den Gewerkschaften als unzureichend kritisiert. Dies wurde von der Landesbergbaudirektion (Distretto minerario) am 29. Oktober 1953 als unbegründet zurückgewiesen.
Am Morgen des 4. Mai 1954 gegen 8 Uhr 30 ereignete sich ein Minenunglück, das 43 Personen (von 47) das Leben kostete. Ausgelöst durch Schlagwetter (italienisch Grisù oder Grisou) ereignete sich in der Braunkohlemine Camorra Sud (Schacht 9, 1948 errichtet, zwischen Tunnel 31 und 32, −265 Höhenmeter) eine Explosion mit erheblicher Stoßwelle. Der Schacht war erst tags zuvor nach einjähriger Schließung eröffnet worden, da sich im Juli 1953 bereits eine Explosion ereignete, die zwei Verletzte zur Folge hatte. Die Rettungsarbeiten am Unglücksschacht verliefen ungeordnet, Krankenwagen und Rettungsmannschaften trafen verspätet ein, die übrigen Arbeiter arbeiteten bis ca. 10:30 unwissend über das Unglück weiter und konnten dann an den Rettungsmaßnahmen aufgrund mangelnder Ausstattung wie Atemschutzmasken nicht teilnehmen. Die notwendigen Atemschutzmasken trafen erst mit der Feuerwehr gegen 13:00 Uhr ein. Die ersten Leichen wurden am späten Nachmittag geborgen und im örtlichen Kino aufgebahrt. Der Zivilrechtsprozess für die Verantwortlichkeit der Montecatini wurde von der CGIL vorbereitet. Hauptkritikpunkt am Verhalten der Montecatini war der Raubbau (italienisch: Supersfruttamento bzw. Sfruttamento a rapina) an den Minen, bei dem finanziellen Interessen der Vorrang gegenüber der Arbeitssicherheit eingeräumt worden sei. Der Prozess begann in Verona in dritter Instanz am 8. Oktober 1956 und endete am 26. November 1958, wobei es keine Schuldsprüche gab, da das Gericht den Argumenten der Verteidigung folgte und die Ursache als fatalità (Unglück) ansah.
Bis 1955 war die Mine von Ribolla die größte Braunkohlemine Italiens. Die Minen von Ribolla wurden am 25. April 1959 zum letzten Mal benutzt, die offizielle Schließung fand 1961 statt.

## Sehenswürdigkeiten

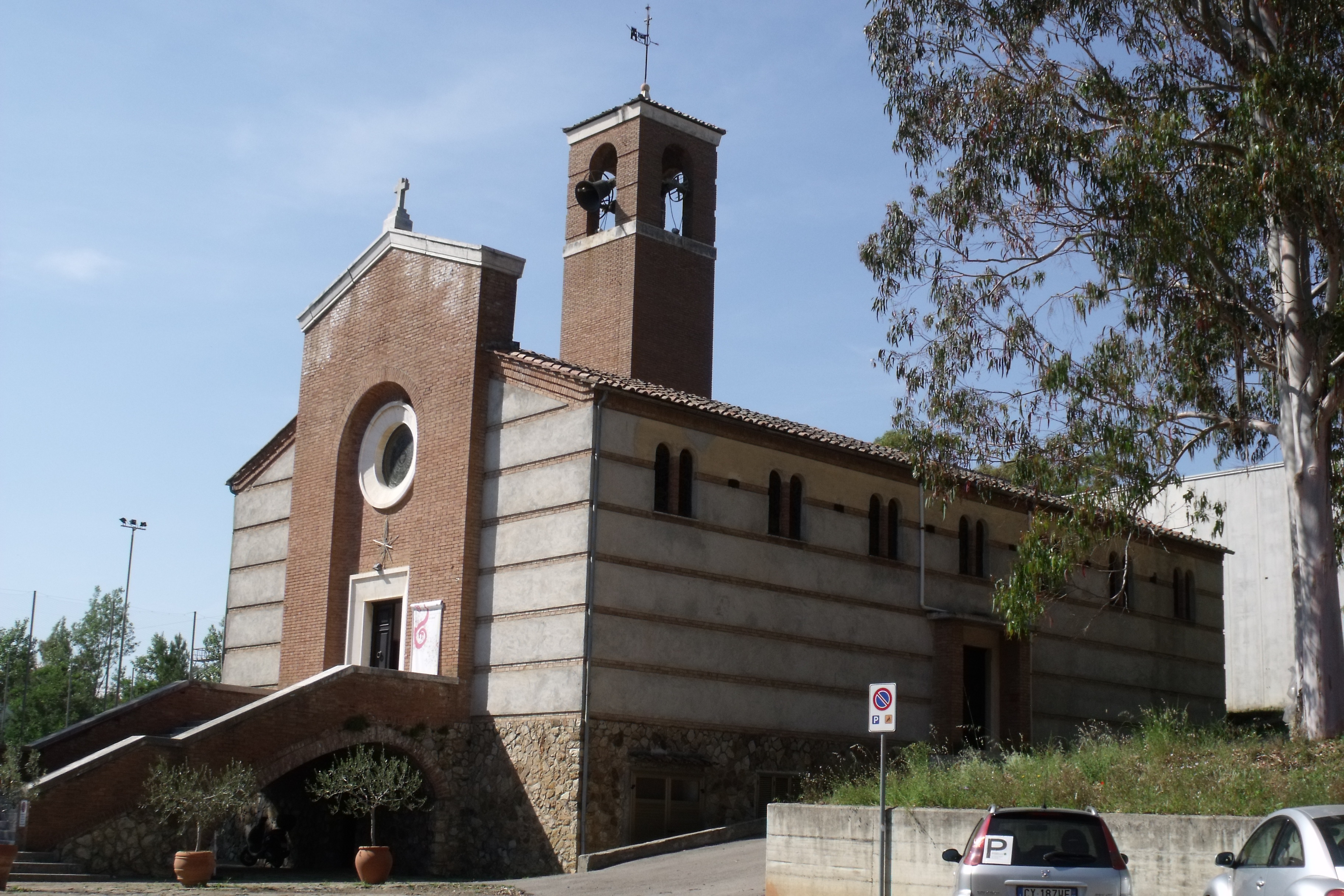
Die Kirche Chiesa dei Santi Barbara e Paolo apostolo in Ribolla

- Chiesa dei Santi Barbara e Paolo apostolo, Kirche im Ortskern aus dem 20. Jahrhundert. Die Kirche wurde 1941 konsekriert und ist Sankt Paul und der Barbara von Nikomedien[14], der Schutzpatronin der Bergleute gewidmet. Sie wurde von dem Ingenieur Ernesto Ganelli entworfen.
- Monumento al minatore, Bergarbeitermonument von Vittorio Basaglia (1936–2005) im Ortskern (Via del Parco).
- Bruna-Staumauer, ca. 2 km südlich (bereits Ortsgebiet von Gavorrano) gelegene ehemalige Staumauer.
- Parco Nazionale Tecnologico Archeologico delle Colline Metallifere Grossetane, Nationalpark, der die Miniera di Ribolla einschließt.[15]

## Verkehr
Ribolla war von 1892 bis 1959 Endstation der Linie Giuncarico–Ribolla. Giuncarico war damals Haltepunkt an der Bahnstrecke Pisa–Rom.

## Ribolla in Literatur und Film
Der 1962 erschienene autobiografische Roman La vita agra von Luciano Bianciardi (dt. Das saure Leben. Übersetzung von Marlis Ingenmey. Herbig, Berlin 1967) nimmt die Ereignisse von Ribolla als Vorbild. Er wurde 1964 von Carlo Lizzani verfilmt. Das Drehbuch stammte von Sergio Amidei und Luciano Vincenzoni, Kameramann war Erico Menczer, Filmeditor Franco Fraticelli, die Filmmusik von Piero Piccioni. Die Hauptrollen spielten Ugo Tognazzi (Luciano Bianchi), Giovanna Ralli (Anna), Giampiero Albertini (Libero) und Elio Crovetto (Carlone).